# Renault Monasix

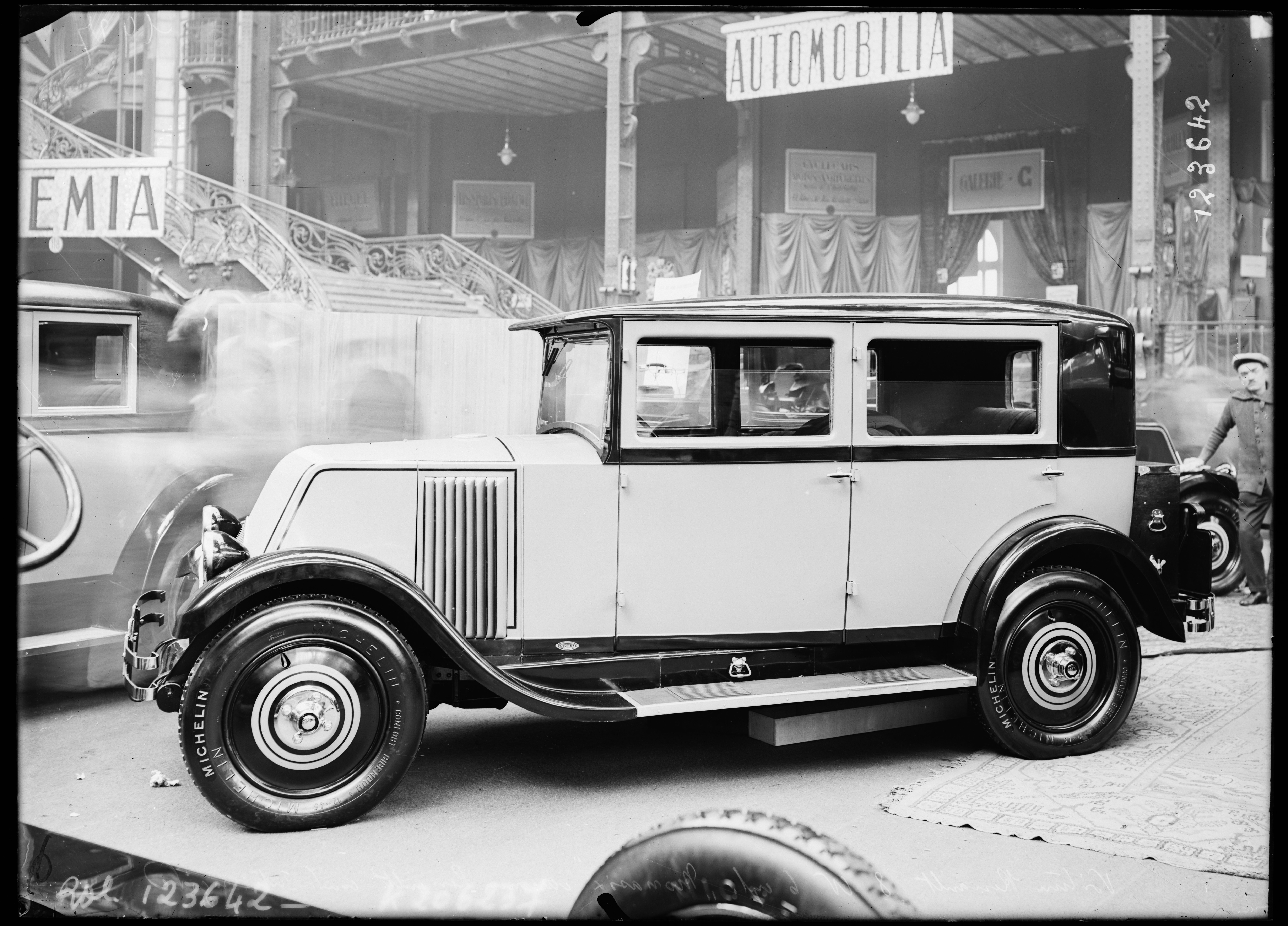
Kühler hinter dem Motor, Staufächer unterhalb der Türen: Type RY (1927)

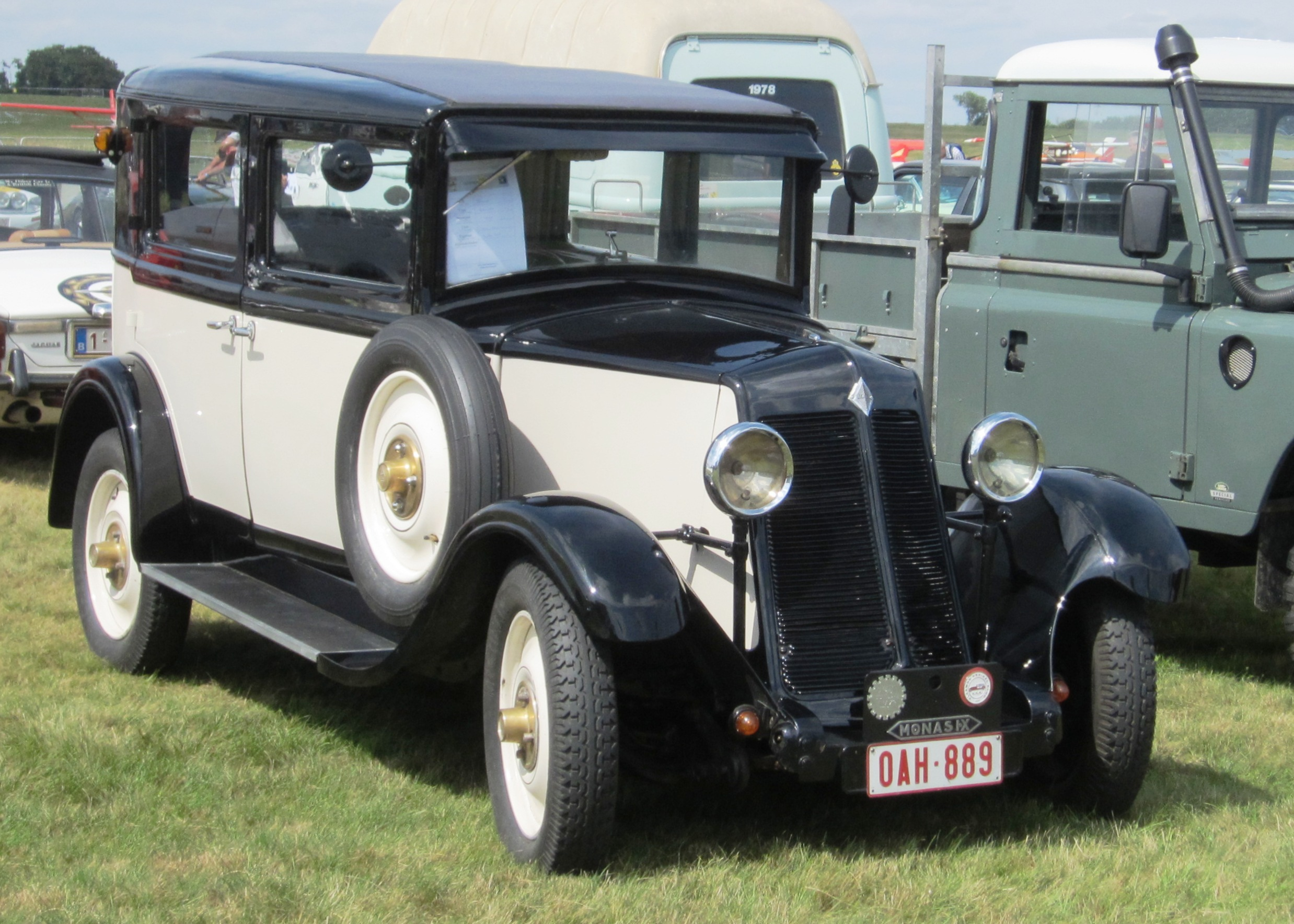
Mit Frontkühler, aber ohne Lüftungsschlitze:
Type RY 2 als Limousine (1929–1930)

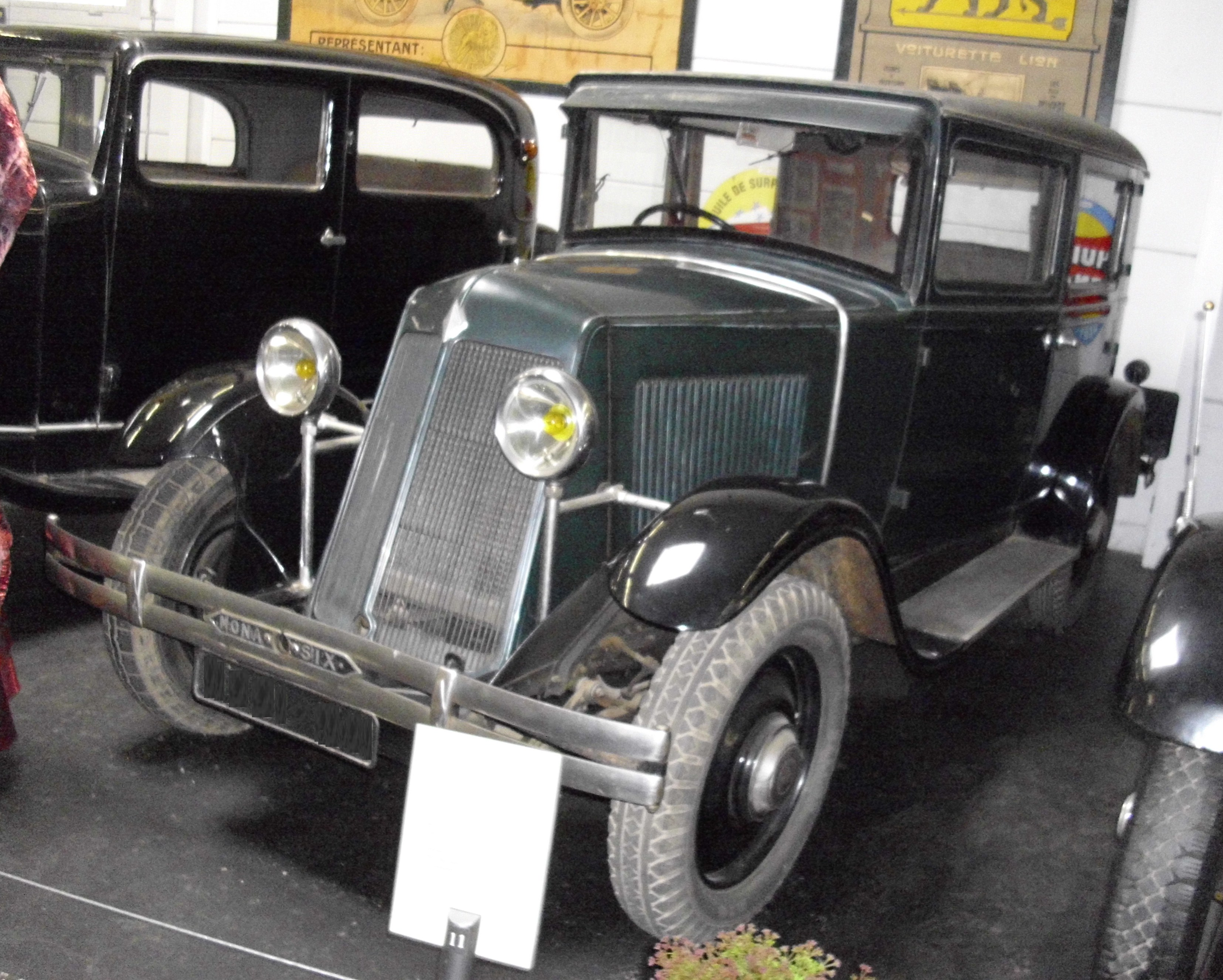
Mit Frontkühler und Lüftungsschlitzen:
Type RY 3 als Limousine (1931)

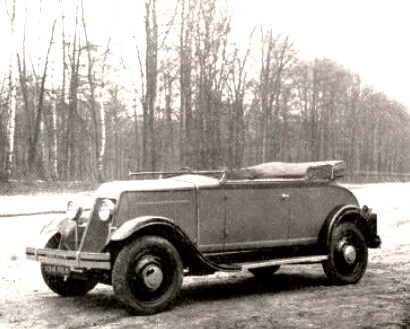
Renault Monasix Roadster (1931)

Der Renault Monasix war ein Personenkraftwagenmodell der Zwischenkriegszeit von Renault. Der Typencode lautete Type RY. Es war das erste Modell von Renault, das einen richtigen Modellnamen erhielt.

## Beschreibung
Die nationale Zulassungsbehörde erteilte am 16. September 1927 seine Zulassung. Renault hatte zuvor kein ähnliches Modell im Sortiment. Der Renault Monastella stellte eine luxuriösere Variante dar. 1931 endete die Produktion. Nachfolger wurde der Renault Monaquatre mit einem Vierzylindermotor.
Der wassergekühlte Sechszylindermotor mit 58 mm Bohrung und 93 mm Hub leistete aus 1474 cm³ Hubraum zwischen 26 und 33 PS bei 3000/min. Die Motorleistung wurde über eine Kardanwelle an die Hinterachse geleitet. 
Bei einem Radstand von 265 cm und einer Spurweite von 130 cm war das Fahrzeug 370 cm lang und 155 cm breit. Eine andere Quelle nennt 145 cm Fahrzeugbreite. Eine Internetquelle nennt 160 cm Fahrzeughöhe, gibt aber nicht an, auf welche Karosserieversion sich diese Angabe bezieht.  Der Wendekreis war mit 11 Metern angegeben. Das Fahrgestell wog 650 kg.

### Type RY
Die erste Ausführung war von 1927 bis 1928 im Angebot. Der Kühler war hinter dem Motor montiert. Neben dem reinen Fahrgestell zum Preis von 22.000 Franc waren viersitziger Tourenwagen für 27.000 Franc, viersitzige Limousine sowohl in fester Ausführung als auch mit Weymann-Karosserie für 29.000 Franc, viersitziges Faux-Cabriolet für 31.000 Franc sowie Roadster mit Notsitz für ebenfalls 31.000 Franc verfügbar.

### Type RY 1
Diese Version, die Ende 1928 erschien, ist am Wegfall der Staufächer unterhalb der Türen zu erkennen. Erstmals war das Luxusmodell Monastella verfügbar. Dies hatte z. B. zwei Scheibenwischer, Türtaschen, verchromte Radkappen sowie als Erkennungszeichen aller Stella-Varianten einen Stern an der Fahrzeugfront.

### Type RY 2
Ende 1929 erschien diese Ausführung. Der Kühler war vor dem Motor montiert. Das Fahrzeug verfügbar somit über einen Kühlergrill. Die Motorhaube hatte noch keine Lüftungsschlitze. Überliefert sind viersitzige Limousine als Normale und Luxe, viersitziger Tourenwagen, Torpedo commercial und Geschäftslimousine.

### Type RY 3
Ab 24. März 1931 wurde diese Ausführung vermarktet. Erkennbar sind senkrechte Lüftungsschlitze in den Seiten der Motorhaube. Im Angebot standen zweitürige Limousine mit drei bis vier Sitzen, viertürige Limousine mit vier bis fünf Sitzen, Faux-Cabriolet mit drei bis vier Sitzen und Cabriolet mit drei bis vier Sitzen, alle zum gleichen Preis von 24.900 Franc. Zum Vergleich: Der Monastella kostete 35.000 Franc. Die maximale Leistung von 33 PS (24,3 kW) wurde bei 3000/min erreicht.

## Einstufung im französischen Steuer- und Versicherungssystem
Der Sechszylinder war als 8 CV eingestuft.